# Tölö socken
Tölö socken i Halland ingick i Fjäre härad, uppgick 1969 i Kungsbacka stad och området ingår sedan 1971 i Kungsbacka kommun och motsvarar från 2016 Tölö distrikt.
Socknens areal är 66,41 kvadratkilometer, varav 64,10 land. År 2000 fanns här 9 292 invånare. Norra delen av Kungsbacka och en del av tätorten Anneberg  samt kyrkbyn (stadsdelen) Tölö med sockenkyrkan Tölö kyrka ligger i socknen.  

## Administrativ historik
Tölö socken har medeltida ursprung.
Vid kommunreformen 1862 övergick socknens ansvar för de kyrkliga frågorna till Tölö församling och för de borgerliga frågorna till Tölö landskommun. Landskommunen utökades 1952 innan den 1969 uppgick i Kungsbacka stad som 1971 ombildades till Kungsbacka kommun.
1 januari 2016 inrättades distriktet Tölö, med samma omfattning som församlingen hade 1999/2000.  
Socknen har tillhört fögderier och domsagor enligt Fjäre härad. De indelta båtsmännen tillhörde Norra Hallands första båtsmanskompani.

## Geografi och natur
Tölö socken ligger närmast norr om Kungsbacka kring Kungsbackaån och med Rolfsån i sydost. Socknen har dalgångsbygd utmed åarna omgiven av bergig skogsbygd.
Sandsjöbacka naturreservat som delas med Släps socken ingår i EU-nätverket Natura 2000.
Gårdar/byar inom Tölö socken: Alslöv, Arendal, Björkris, Blixered, Bådagården, Fallsängarna, Fors, Grönabur, Gröninge, Gåsevadholm, Hagen, Hammerö, Hede, Hjälm, Höglanda, Kolla, Näsbacka, Råsen, Sandsjöbacka, Skårby, Sturte, Tölö, Varla, Voxlöv.
En sätesgård var Gåsevadholms slott.
Fjäre härads tingsställe fanns vid Skansen.

## Fornlämningar
Från stenåldern finns cirka 25 boplatser och från bronsåldern gravrösen och högar och fyndplatsen Varlaboplatsen. Från järnåldern finns flera gravfält, en med domarring, och en fornborg.

## Namnet
Namnet (1300 Thölä) kommer från den tidigare kyrkbyn. Namnet innehåller enligt en osäker tolkning ånamnet T(h)öla syftande på Kungsbackaån eller Söderån, innehållande i sin tur töla, 'fara sakta och försiktigt fram'.

## Befolkningsutveckling
| Befolkningsutvecklingen i Tölö socken 1750–1990                                                         | Befolkningsutvecklingen i Tölö socken 1750–1990 | Befolkningsutvecklingen i Tölö socken 1750–1990 | Befolkningsutvecklingen i Tölö socken 1750–1990 | Befolkningsutvecklingen i Tölö socken 1750–1990 |
| --- | ----------------------------------------------- | ----------------------------------------------- | ----------------------------------------------- | ----------------------------------------------- |
| |                                                 |                                                 |                                                 |                                                 |
| År |                                                 |                                                 | Folkmängd                                       |                                                 |
| 1750 | 1750                                            |                                                 | 1 019                                           |                                                 |
| 1760 | 1760                                            |                                                 | 1 146                                           |                                                 |
| 1769 | 1769                                            |                                                 | 1 169                                           |                                                 |
| 1780 | 1780                                            |                                                 | 1 309                                           |                                                 |
| 1790 | 1790                                            |                                                 | 1 311                                           |                                                 |
| 1810 | 1810                                            |                                                 | 1 482                                           |                                                 |
| 1820 | 1820                                            |                                                 | 1 546                                           |                                                 |
| 1830 | 1830                                            |                                                 | 1 757                                           |                                                 |
| 1840 | 1840                                            |                                                 | 1 877                                           |                                                 |
| 1850 | 1850                                            |                                                 | 2 030                                           |                                                 |
| 1860 | 1860                                            |                                                 | 2 093                                           |                                                 |
| 1870 | 1870                                            |                                                 | 2 157                                           |                                                 |
| 1880 | 1880                                            |                                                 | 2 085                                           |                                                 |
| 1890 | 1890                                            |                                                 | 1 706                                           |                                                 |
| 1900 | 1900                                            |                                                 | 1 514                                           |                                                 |
| 1910 | 1910                                            |                                                 | 1 439                                           |                                                 |
| 1920 | 1920                                            |                                                 | 1 386                                           |                                                 |
| 1930 | 1930                                            |                                                 | 1 431                                           |                                                 |
| 1940 | 1940                                            |                                                 | 1 338                                           |                                                 |
| 1950 | 1950                                            |                                                 | 1 312                                           |                                                 |
| 1960 | 1960                                            |                                                 | 1 464                                           |                                                 |
| 1970 | 1970                                            |                                                 | 2 197                                           |                                                 |
| 1980 | 1980                                            |                                                 | 4 837                                           |                                                 |
| 1990 | 1990                                            |                                                 | 7 168                                           |                                                 |
| Anm: Källor: Umeå universitet - Tabellverket 1749-1859, Demografiska databasen, CEDAR, Umeå universitet |                                                 |                                                 |                                                 |                                                 |